# Dharavi

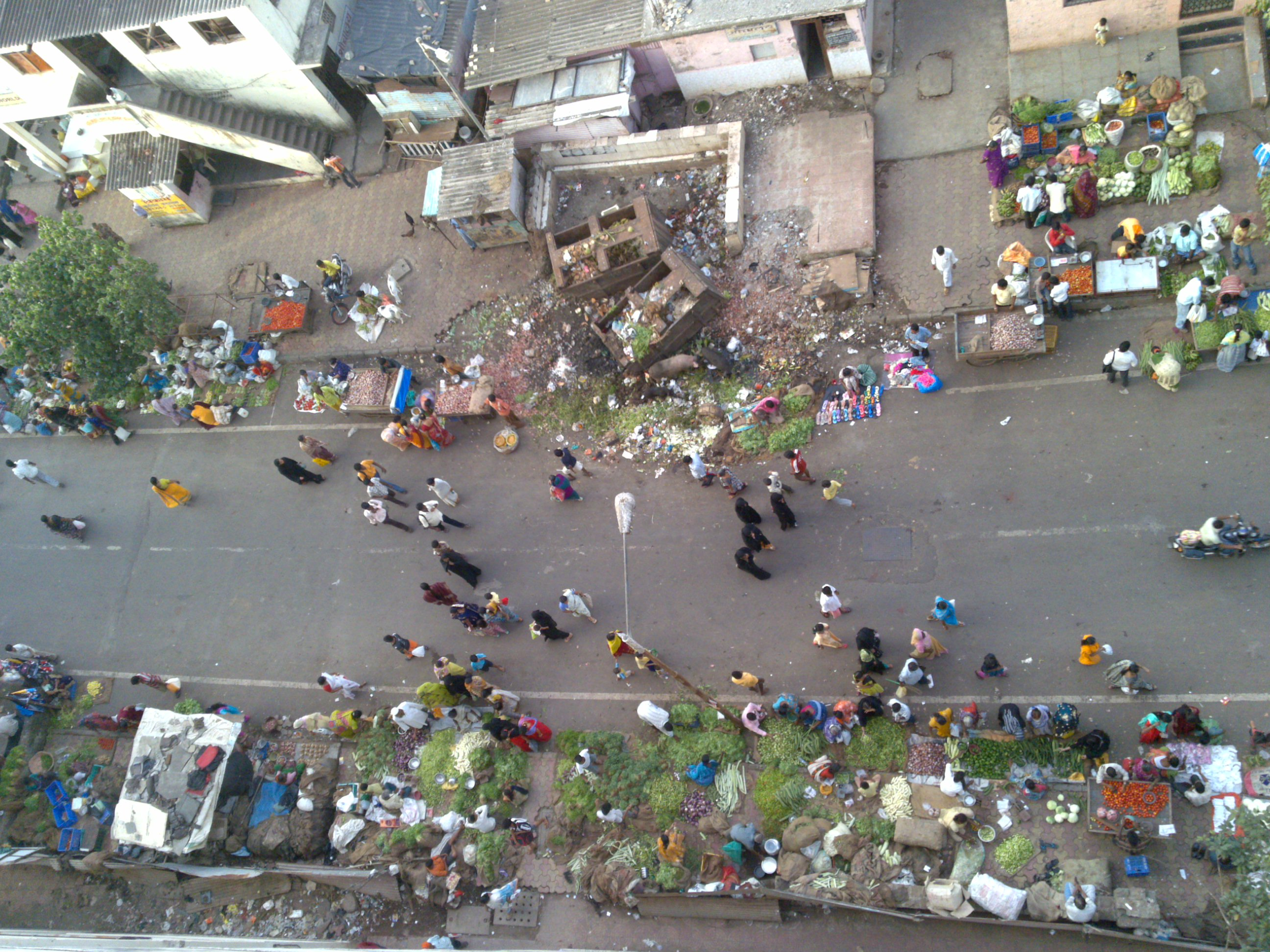
Jedna z ulic handlowych Dharavi

Dharavi – najstarsze, największe (około 3 km²) i najlepiej zorganizowane slumsy w Bombaju, uchodzące za największe w Indiach, a prawdopodobnie również w Azji, zlokalizowane w pobliżu bogatej dzielnicy Bandra i wytwórni filmowych Bollywood.

## Historia
Do połowy XIX wieku obszar obecnych slumsów stanowił namorzynowe bagno położone na dalekich peryferiach Bombaju. Mieszkali tu tylko rybacy Koli. Z czasem teren stopniowo zasypywano z użyciem liści palmowych, traw, kory bananowca i śmieci. Oddawano go osiedlającym się tu biedakom przybywającym z różnych części kraju. W 1882 Brytyjczycy rozpoczęli wysiedlanie uboższej ludności z centralnej części miasta. W latach 30. XX wieku osiedlono tu garncarzy ze stanu Gudźarat, których potomkowie do dziś zajmują część slumsów przy Feet Road, tzw. Kumbharvat. Z czasem przybyli też robotnicy do zakładów tekstylnych z Uttar Pradesh oraz Tamilowie zajmujący się garbowaniem skór (do dziś pracę tę wykonuje duża część społeczności muzułmańskiej).

## Stan obecny
Teren jest zamieszkany przez około 600.000 - 1.000.000 mieszkańców, przede wszystkim Hindusów wyznania hinduistycznego, ale też muzułmanów i chrześcijan, co czyni obszar jednym z najgęściej zaludnionych na Ziemi. Liczba mieszkańców zasilana jest stale przez przyjezdnych z ubogich rejonów kraju, zwłaszcza z miejscowości dotkniętych różnego rodzaju klęskami żywiołowymi, głównie suszami i monsunami. Budynki stawiane są z wszelkich dostępnych dla ubogich warstw społecznych materiałów, głównie blachy falistej, butelek plastikowych, papy, folii, czy bel materiałów odpadkowych. Duża część mieszkańców Dharavi trudni się segregowaniem śmieci zwożonych tu z różnych części Bombaju. Po segregacji śmieci przetwarza się w miejscowych zakładach (slumsy podzielone są na sektory z dominującymi różnymi rodzajami działalności). Z roku na rok zmniejsza się część mieszkalna dzielnicy - w 2009 aż 70% slumsów stanowiły miejsca pracy - fabryczki, warsztaty, punkty usługowe i inne. Istnieje tu szacunkowo około 5000 przedsiębiorstw i 15.000 małych manufaktur. Wpływa to na zmniejszanie się powierzchni przeznaczanych na zamieszkanie. Nierzadko w najczęściej dwukondygnacyjnym budynku o powierzchni około 25-30 m² bytuje trzypokoleniowa, mniej więcej piętnastoosobowa, rodzina. Na parterze znajduje się zwykle warsztat, na piętrze mieszkanie, a na dachu składzik. Ograniczony jest dostęp do wody i toalet. Pozyskiwaniem wody zajmują się głównie kobiety, pokonujące kilka razy dziennie drogę do kranów. Brak jest kanalizacji, a jedna toaleta przypada na około półtora tysiąca ludzi, co sprawia, że większość mieszkańców załatwia czynności fizjologiczne do płynącego przez slumsy rynsztoku.
Mimo braków infrastrukturalnych, na terenie Dharavi funkcjonują sklepy, szpitale, szkoły (pierwsza z 1924), świątynie (m.in. boga Ganeśi, czy pierwszy meczet zbudowany w 1887), herbaciarnie ze stolikami do gry karom, salony fryzjerskie i kino. Do pamiątek przeszłości należy krzyż ustawiony przez rybaków z Goa w 1853. W Dharavi wskaźnik analfabetyzacji wynosi zaledwie 32%, co czyni ten slams stosunkowo dobrze wykształconym na warunki indyjskie. Roczne obroty Dharavi są szacowane na 500-650 milionów dolarów, a średnie dzienne wynagrodzenie to 100 rupii dla kobiet i 200 rupii dla mężczyzn.
Dzielnica jest celem zorganizowanych wycieczek turystyki slumsowej organizowanych przez lokalnych touroperatorów. Kręcono tutaj film Slumdog. Milioner z ulicy.

## Plany
W 2004 teren sprzedano prywatnym inwestorom z przeznaczeniem na budowę nowych osiedli apartamentowych. Projekt rewitalizacji opracował indyjski architekt wykształcony w USA, Mukesh Mehta (Mukeś Mehta). W ramach tego planu dzielnica zostanie podzielona na pięć sektorów, z których jeden przeznaczony zostanie dla obecnych mieszkańców (zameldowanych przed 1995), którzy mają otrzymać lokale w blokach z instalacjami wodno-kanalizacyjnymi o powierzchni 20,9 m² (a więc nierzadko mniejszych niż obecne). Projekt wywołał protesty mieszkańców, gdyż tylko około ⅓ z nich otrzymałaby lokale. 